# 博日基 (波爾塔瓦區)
49°38′35″N 34°47′30″E / 49.64306°N 34.79167°E
博日基（烏克蘭語：Божки），是烏克蘭的村落，位於該國中部波爾塔瓦州，由波爾塔瓦區負責管轄，處於科洛馬克河右岸，距離切爾卡西夫卡1公里，海拔高度96米，2001年人口57。